# Polgár András (író)
Polgár András (Budapest, 1937. augusztus 9. – Budapest, 2010. szeptember 1.) író, dramaturg, operatőr. Híres felmenője volt Polgár József (apai nagyapja) akadémiai díjas író.

## Életpályája
1951–1955 között a Szent István Gimnázium diákja volt. Az érettségit követően katona volt a Határőrségnél. 1955–1957 között laboránsként dolgozott a Magyar Filmlaboratóriumban. 1957–1960 között írással kezdett foglalkozni. 1960–1997 között a Magyar Televízió Filmlaboratóriumának vezetője, operatőre, 1987-től dramaturgja volt. 1997-ben nyugdíjba vonult, de haláláig aktívan dolgozott.
Közel 100 játékfilm írója és dramaturgja volt. Munkatársai voltak többek közt: Lehel Judit, Semsey Jenő, Liszkay Tamás, Békés József, Fábri Zoltán, Mihályfy Sándor, Gaál Albert, Félix László, Horváth Ádám, Horváth Tibor, Bánki Iván, Várkonyi Gábor, Gát György, Zilahy Tamás, Kenyeres Gábor.

## Művei
- Vakrepülés (regény, 1965)
- Tolókocsi (regény, 1969)
- Anna, te vagy? (regény, 1970)
- Apuka (regény, 1972)
- Didergő nyár (regény, 1978)
- Nyolcvankilenc nap (regény, 1978)
- Perújítás (regény, 1980)
- Csendkúra (regény, 1984)
- Az arc nélküli holttest (kisregény, 1987)
- A kéjgyilkos (dokumentum, 1989)
- Csak egy tánc volt... (memoár, 1991)
- Húsvét New Yorkban (regény, 1992)
- Az utolsó szabó (regény, 1993)
- Az évszázad betege (novella, 1998)
- A hülyeség legyen veletek! (humoreszk, 1998)
- Türelmi zóna (jegyzetek, szerkesztő, 2000)
- Lomtalanítás (jegyzetek, szerkesztő, 2001)
- Magánvád (dokumentumregény, 2003)
- Producerek (portré, 2004)
- Kaszkadőr nélkül (Koncz Gábor könyve, szerkesztő, 2007)
- Beperelt a gyilkos (dokumentumregények, 2008)
- Hüje zsiráf (regény, 2008)
- Borsos Erika–Polgár András: Bölcs gondolatok könyve. Aforizmák, szállóigék, okos szólások és útmutató tapasztalások gyűjteménye; Fix-term–Könyvmíves, Bp., 2009

## Filmjei

### Játékfilmek
- Egy ember, aki nincs (1970)
- Gyula vitéz télen-nyáron (1972)
- Nyulak a ruhatárban (1973)

### TV-filmek
- Linda (1984-1986)
- A szépség háza
- Rutinmunka (1984)
- Kémeri (1984-1985)
- Hetes csatorna
- Szomszédok (1987-1989)
- Űrgammák
- A kitüntetés (1988)
- Gyilkosság két tételben (1987)
- Családi kör (1990)
- Majdnem Szilveszter (1990)
- 40 millió (1994)
- Filmfotósok (2001)
- Gáspár (2001)

## Színházi munkái
A Színházi Adattárban regisztrált bemutatóinak száma: 14.
- A szembesítés eredménytelen (1973)
- Egy király a Népszínház utcában (1977)
- Kettős helyszín (1979)
- 'Csak egy nap a világ' (1982)
- Családi fénykép (1984)
- Töltsön egy estét a Fehér Rózsában (1985)
- Csendkúra (1990)
- Az évszázad betege (1996)
- Mesék meséje (1998)
- Az Édentől keletre (2002)
- Húsdaráló (2004)
- Aranykoporsó (2005)
- Az atléta halála (2008)
- A pesti beteg (2008)